# Federico Panza
Federico Panza (Milano, 1635 – Milano, 1705) è stato un pittore italiano.
Secondo l'Abecedario pittorico di Pellegrino Antonio Orlandi fu allievo di Carlo Francesco Nuvolone, secondo altre fonti fu allievo di Giuseppe Zanatta. 
Soggiornò a Venezia per studiare le opere di Tiziano e di Paolo Veronese. Della sua vita si hanno poche informazioni e numerose opere sono andate perdute, la testimonianza più rilevante di questo pittore di transizione fra il barocco e il rococò è il ciclo mariano presso la chiesa di Santa Maria presso San Celso a Milano.
Sua anche la decorazione della navata centrale della Certosa di Pavia. 